# The Petersens
The Petersens è un gruppo musicale familiare di genere bluegrass statunitense, originario di Branson, Missouri.
I membri del gruppo, oltre a registrare cover, sono anche autori di brani e, tra quelli più noti troviamo California e It's Over. Fin dall'inizio della loro carriera, i musicisti sono stati ospiti abituali in vari programmi e speciali televisivi dedicati alla Country Music e al Bluegrass.

## Storia della band
I bambini Petersen sono cresciuti suonando musica insieme ma hanno ascoltato per la prima volta il bluegrass nel 2003 al Gettysburg Bluegrass Festival. La band si è formata e ha fatto la sua prima esibizione nel 2005 nella chiesa della città natale della madre, la First Christian Church di Mountain Grove in Missouri.
La band era originariamente composta dalle sorelle maggiori Katie (al violino) ed Ellen (al banjo); dal fratello Matt (al basso) e dalla sorella minore Julianne (canto e ballo), accompagnati dalla madre Karen (al mandolino) e dal padre Jon (alla chitarra). Ma col tempo Julianne ha preso la parte del mandolino e Karen è passata al basso. Matt ha preso la parte di chitarra e loro padre, Jon, ha suonato il piano in alcune delle canzoni gospel. Queste prime esibizioni si tenevano per lo più inizialmente in feste locali, chiese e caffè.
Nel 2010 la band ha vinto il concorso CAM Gospel Sing-Off al Sight & Sound Theatre di Branson, e la loro performance ha attirato l'attenzione dell'IMAX Entertainment Complex, e dove sono stati invitati a suonare regolarmente al Little Opry Theatre per l'intrattenimento dei residenti locali e statali. Nel 2015, la band ha ricevuto notorietà internazionale quando la suonatrice di banjo, Ellen Petersen, ha gareggiato nel reality show canoro American Idol, piazzandosi tra i primi 48. Nel 2017, Emmett Franz si è unito alla band come suonatore di dobro.
Nel 2018 la band si è classificata al 4º posto nella International Bluegrass Music Competition di Nashville.
Katie, cantante e compositrice, ha composto diverse sue canzoni originali, la più popolare delle quali è California. Julianne è un'artista dai molti talenti che si è esibita svariate volte in musiche al violino accompagnate da danze clogging.
La band, sebbene giovane e emergente, ha raccolto elogi dai migliori professionisti della musica nel Regno Unito, che vedono il gruppo come unico nel campo della musica bluegrass. Così anche Tripadvisor, che ha pubblicato un riferimento ai concerti dei The Petersens come fonte di intrattenimento suggerita quando si visita Branson, Missouri.

## Stile musicale
La band suona musica Roots americana, che è una miscela di diversi generi: country, gospel a cappella e bluegrass, quest'ultimo è un genere di musica roots americana sviluppatosi negli anni '40 negli Stati Uniti. Alcune delle maggiori influenze della band includono Alison Krauss, Patsy Cline, Dolly Parton, John Denver e Glen Campbell.
La loro giovinezza, così come lo stile di musica che suonano, li rendono un'attrazione popolare ai festival bluegrass. La band ha spesso improvvisato su canzoni composte da altri musicisti, rendendole effettivamente più popolari, come Jolene di Dolly Parton, che ha ricevuto più di 10 milioni di visualizzazioni su YouTube. La loro interpretazione di Take Me Home, Country Roads ha avuto 20 milioni di visualizzazioni in soli dodici mesi.

## Tour
Al 2019, The Petersens si sono esibiti davanti al pubblico di tutti gli Stati Uniti continentali, in Canada e in Irlanda. Alla fine del 2019, i Petersens hanno intrapreso ulteriori tour in Finlandia e in Irlanda. Il viaggio in Irlanda è stato il quarto tour del gruppo in quel paese. Le piattaforme di social media vengono spesso utilizzate per documentare le loro esibizioni e registrazioni.

## Discografia

### Album e video musicali
| Titolo                                          | Data di uscita  | Etichetta     |                            |
| ----------------------------------------------- | --------------- | ------------- | -------------------------- |
| Titolo                                          | Data di uscita  | Etichetta     | The Petersen Family ( EP ) |
| Travelin 'Shoes - The Petersen Family Band (EP) |                 |               |                            |
| Finalmente tornando a casa - The Petersens      | 1 maggio 2014   |               |                            |
| Shenandoah - The Petersens                      | 22 ottobre 2017 | CD Baby       |                            |
| Nostalgia di un paese                           | 9 agosto 2019   | The Petersens |                            |
| Gentle on My Mind - The Petersens (EP)          | 1 novembre 2019 | CD Baby       |                            |
| The Petersens - YouTube Sessions, vol. 01       | 8 agosto 2020   |               |                            |
| The Petersens - YouTube Sessions, vol. 02       | 20 ottobre 2020 |               |                            |
| Natale con i Petersen                           | 6 novembre 2020 | CD Baby       |                            |

Molte delle uscite più recenti del gruppo, così come le cover di altri artisti, sono state rese disponibili su Spotify e iTunes.